# Walter Henn (Architekt)
Walter Erich Henn (* 20. Dezember 1912 in Reichenberg; † 13. August 2006 in Murnau am Staffelsee) war ein deutscher Architekt, Bauingenieur und Hochschullehrer.

## Leben
Henn studierte von 1931 bis 1935 Bauingenieurwesen an der Technischen Hochschule Dresden und von 1934 bis 1937 Architektur an der Dresdner Akademie der Bildenden Künste bei Wilhelm Kreis. Er erhielt das Diplom in beiden Studiengängen und wurde 1936/1937 mit einer Dissertation über ein Thema aus dem Bereich des Wasserbaus promoviert. Nach Arbeit in der Bauindustrie und dem Kriegsdienst von 1939 bis 1945 folgte Henn einem Ruf an die Technische Hochschule Dresden. Hier war er von 1946 bis 1953 Professor für Baukonstruktion, Industriebau und Bautenschutz. Anschließend ging er 1953 als Professor für Baukonstruktion und Industriebau an die Technische Universität Braunschweig, wo er 1980 emeritiert wurde.
Im Jahr 1947 gründete Henn sein Ingenieurbüro in Dresden, 1954 siedelte er nach Braunschweig über. Von 1979 bis 1989 bestand eine Büropartnerschaft mit seinem Sohn Gunter Henn, der das Büro Henn seit 1990 allein führt.

## Wirken
Mit Friedrich Wilhelm Kraemer und Dieter Oesterlen begründete Walter Henn die sogenannte „Braunschweiger Schule“, eine in den 1950er- und 1960er-Jahren angesehene Architekturausbildung.
Walter Henn verteidigte die Einheit von Forschung, Lehre und Realisation:

„Ein Professor hat Vorlesungen zu halten, zu bauen, schriftlich Stellung zu nehmen, um auch nach Jahrzehnten einer fundierten Kritik zur Verfügung zu stehen, er hat sich an Wettbewerben zu beteiligen und muss sich der konsequenten Kritik seiner Bauten unterziehen.“

Er war ordentliches Mitglied der Akademie der Wissenschaften und der Literatur Mainz. 1959 wurde er ordentliches Mitglied der Braunschweigischen Wissenschaftlichen Gesellschaft. Im Jahr 1976 erhielt er die Ehrendoktorwürde der Technischen Universität Wien, 1995 die der Technischen Universität Dresden und 1997 die der Universität Krakau.

## Werk

### Bauten (Auswahl)

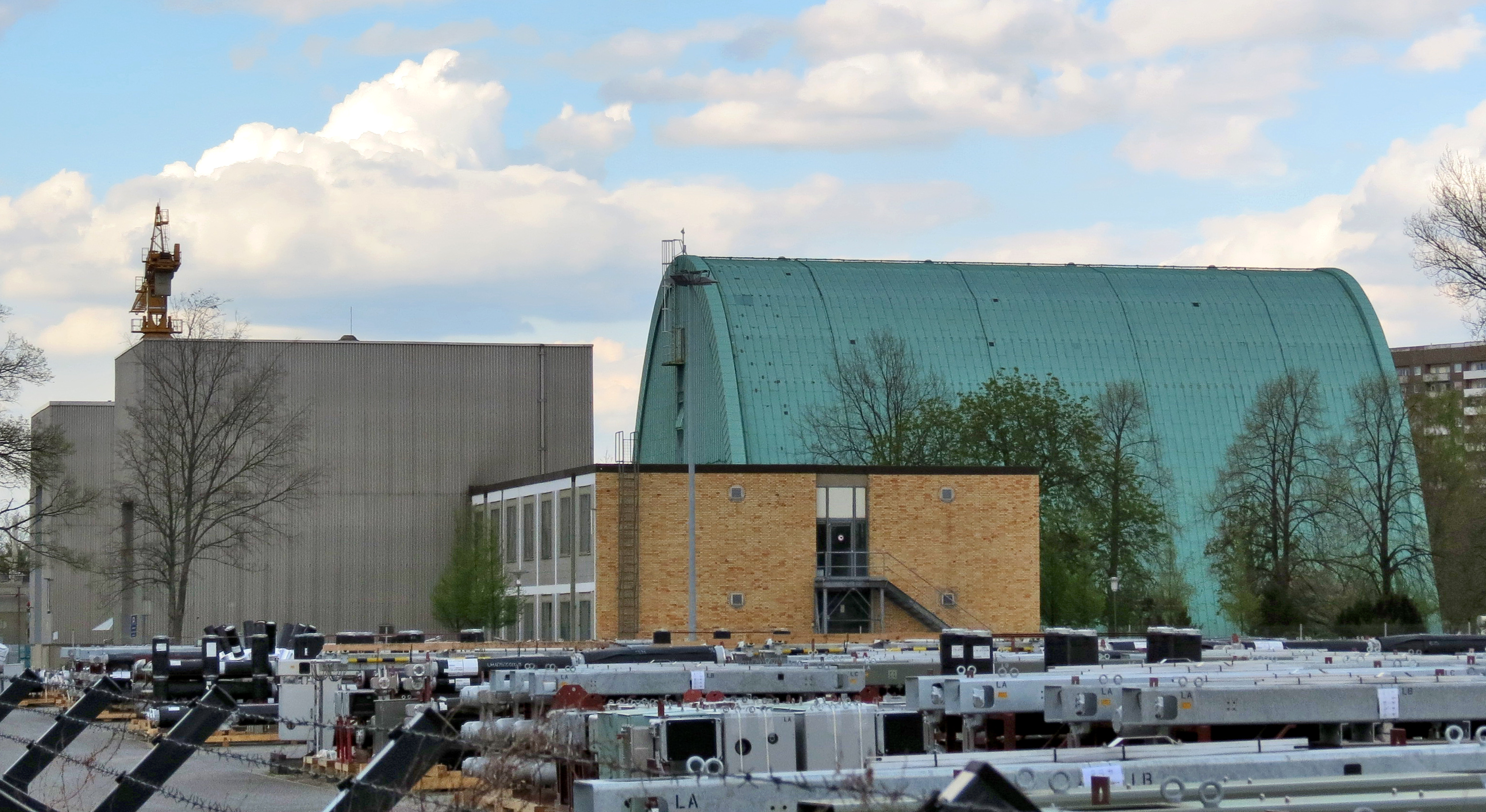
Hochspannungsprüffeld der Siemens AG in Berlin (1961)

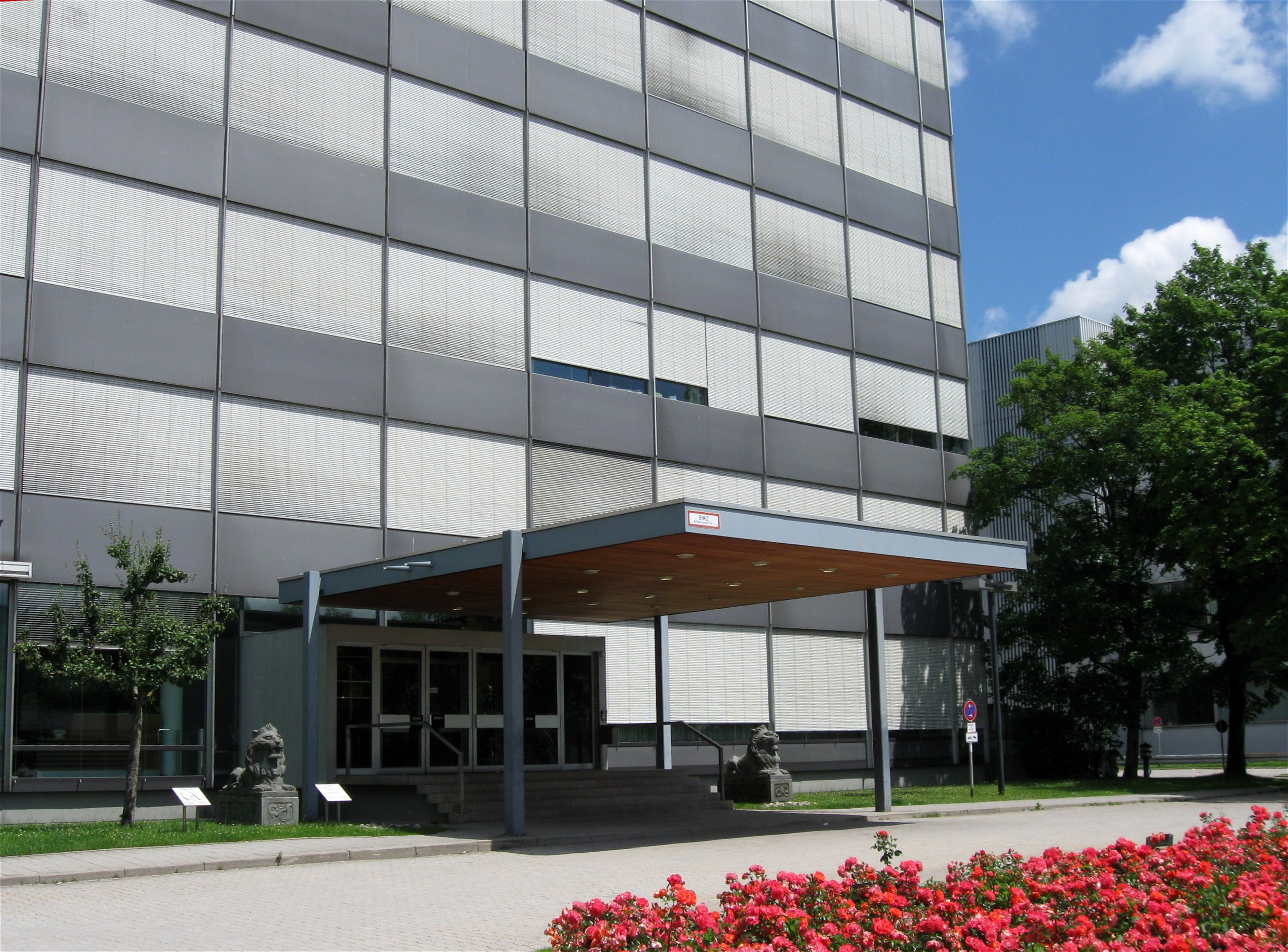
Verwaltungsgebäude der Osram Licht AG in München, (1966)

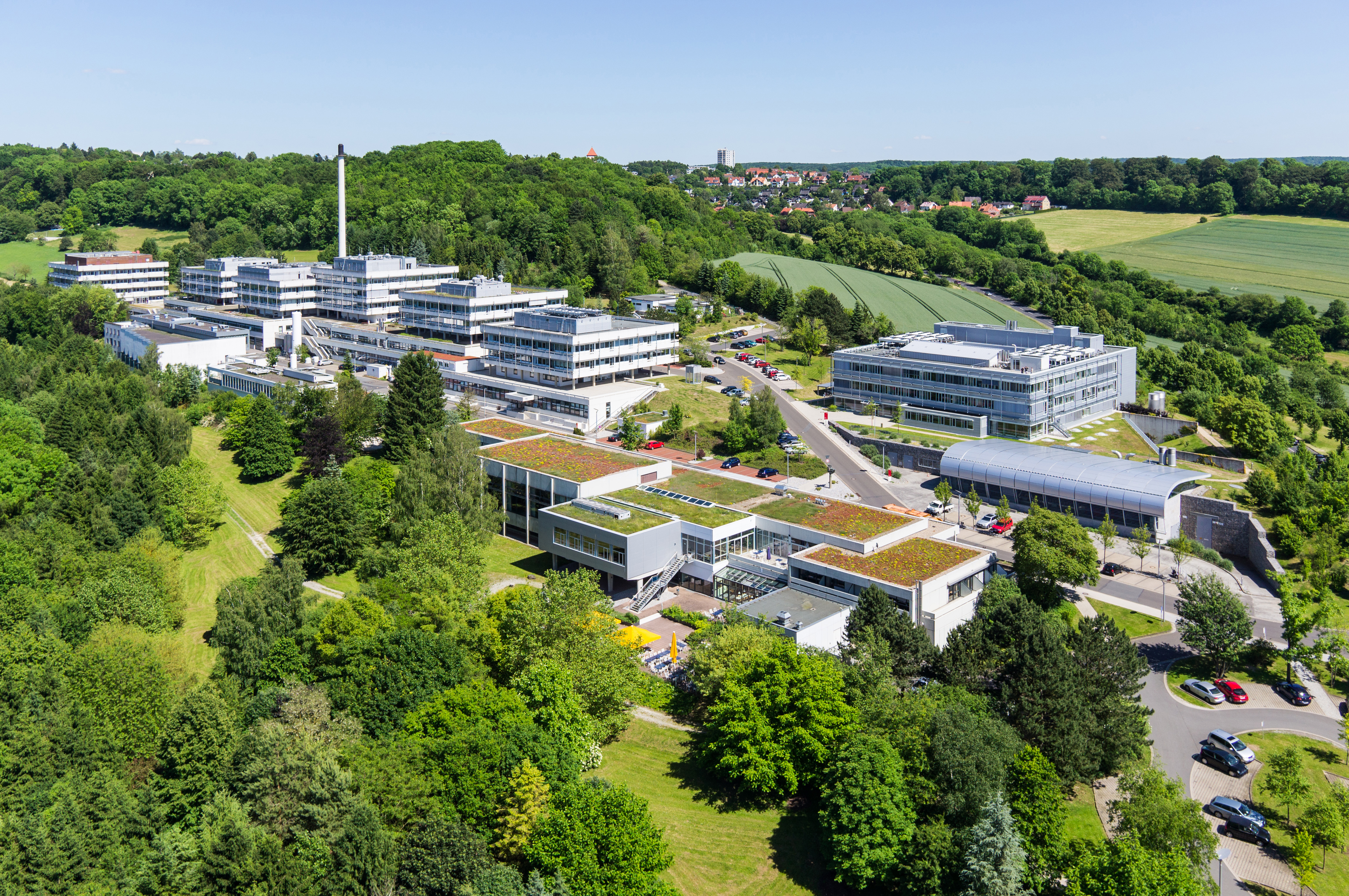
Karl-Friedrich-Bonhoeffer-Institut in Göttingen, (1972)

- 1950–1952: Drude-Bau der Technischen Universität Dresden
- 1957: Produktionsgebäude der Siemens AG in Braunschweig[2]
- vor 1957: Neubauten der Brunsviga Maschinenwerke AG in Braunschweig, Franz-Trinks-Straße[3]
- vor 1957: Instandsetzungswerk der AKN Eisenbahn in Kaltenkirchen[3]
- 1961: Hochspannungshalle („Parabelhalle“) der Siemens AG in Berlin[4]
- 1962: Verwaltungsgebäude der Maschinenfabrik Friedrich Deckel in  München[5]
- 1965: Hauptverwaltung der Osram Licht AG in München (in Zusammenarbeit mit dem leitenden Osram-Architekten Dieter Ströbel)[6]
- 1966: Laufwasserkraftwerk und Staustufe Detzem in der Mosel
- 1972: Gebäude für das Max-Planck-Institut für biophysikalische Chemie in Göttingen[7]
- 1975: Zentralmensa der Universität zu Köln[8]
- 1976: Mehrzweckhochhaus der Universität Bremen
- 1987: Forschungszentrum der Volkswagen AG in Wolfsburg (zusammen mit K. Petersen)
- 1988: Hauptvermittlungsstelle der Deutschen Bundespost in Dortmund[9]

### Schriften (Auswahl)
- Bauten der Industrie. (Band 1: Planung, Entwurf, Konstruktion / Band 2: Ein internationaler Querschnitt) Callwey, München 1955.
- Das flache Dach. Callwey, München 1960.
- Entwurfs- und Konstruktionsatlas. (= Industriebau, Band 2) Callwey, München 1961.
- Internationale Beispiele. (= Industriebau, Band 3) Callwey, München 1962.
- (mit Hilde Henn): Sozialbauten der Industrie. (= Industriebau, Band 4) Callwey, München 1966.
- Fußböden. Callwey, München 1964
- Die Trennwand. Callwey, München 1969.
- Außenwände. Callwey, München 1975.
- (mit Franz Hart, Hansjürgen Sontag): Stahlbauatlas. Geschoßbauten. Verlag Architektur und Baudetail, München 1974. (Studienausgabe 1977) / 2., neu bearbeitete Auflage, Institut für internationale Architektur-Dokumentation, München 1982 (unveränderter Nachdruck: Rudolf Müller, Köln 1994).

Die Industriebaulehre erschien auch in Frankreich, Großbritannien, Japan, Polen, Spanien, der UdSSR und Ungarn.